# Musca gigantea
Musca gigantea är en tvåvingeart som först beskrevs av Lichtenstein 1796.  Musca gigantea ingår i släktet Musca, ordningen tvåvingar, klassen egentliga insekter, fylumet leddjur och riket djur. Inga underarter finns listade i Catalogue of Life.